# Arcer - Țibleș Bran
Arcer - Țibleș Bran este o arie protejată de interes național ce corespunde categoriei a IV-a (rezervație naturală, tip mixt), situată în județul Maramureș, pe teritoriul administrativ al orașului Dragomirești și al comunelor Groșii Țibleșului și Suciu de Sus. 

## Localizare
Aria naturală se află în Munții Țibleș (grupă muntoasă a Carpaților Maramureșului și Bucovinei, aparținând de lanțul muntos al Carpaților Orientali), în extremitatea sud-estică a județului Maramureș la limita de contact cu județul Bistrița-Năsăud, la o altitudine cuprinsă între 1400 și 1840 m, atinsă în Vârful Bran (Țibleș).

## Descriere
Rezervația naturală declarată arie protejată prin Legea Nr. 5 din 6 martie 2000 publicată în Monitorul Oficial al României Nr. 152 din 12 aprilie 2000 (privind aprobarea planului de amenajare a teritoriului național - Secțiunea a III-a -  arii protejate) se întinde pe o suprafață de 150 hectare și se suprapune sitului Natura 2000 - Valea Izei și Dealul Solovan.
Aria naturală reprezintă o zonă muntoasă (în Munții Țibleș, între Vârful Arcer - 1.829 m și Vârful Bran - 1.840 m), de importanță geologică, floristică și peisagistică, acoperită cu păduri de rășinoase și pajiști.

## Floră
Flora rezervații are în componență o gamă diversă de floră spontană (arbori, arbusti, ierburi și flori); printre care se află specii endemice sau protejate la nivel european prin Directiva CE 92/43/CE din 21 mai 1992 (privind conservarea habitatelor naturale și a speciilor de faună și floră sălbatică)

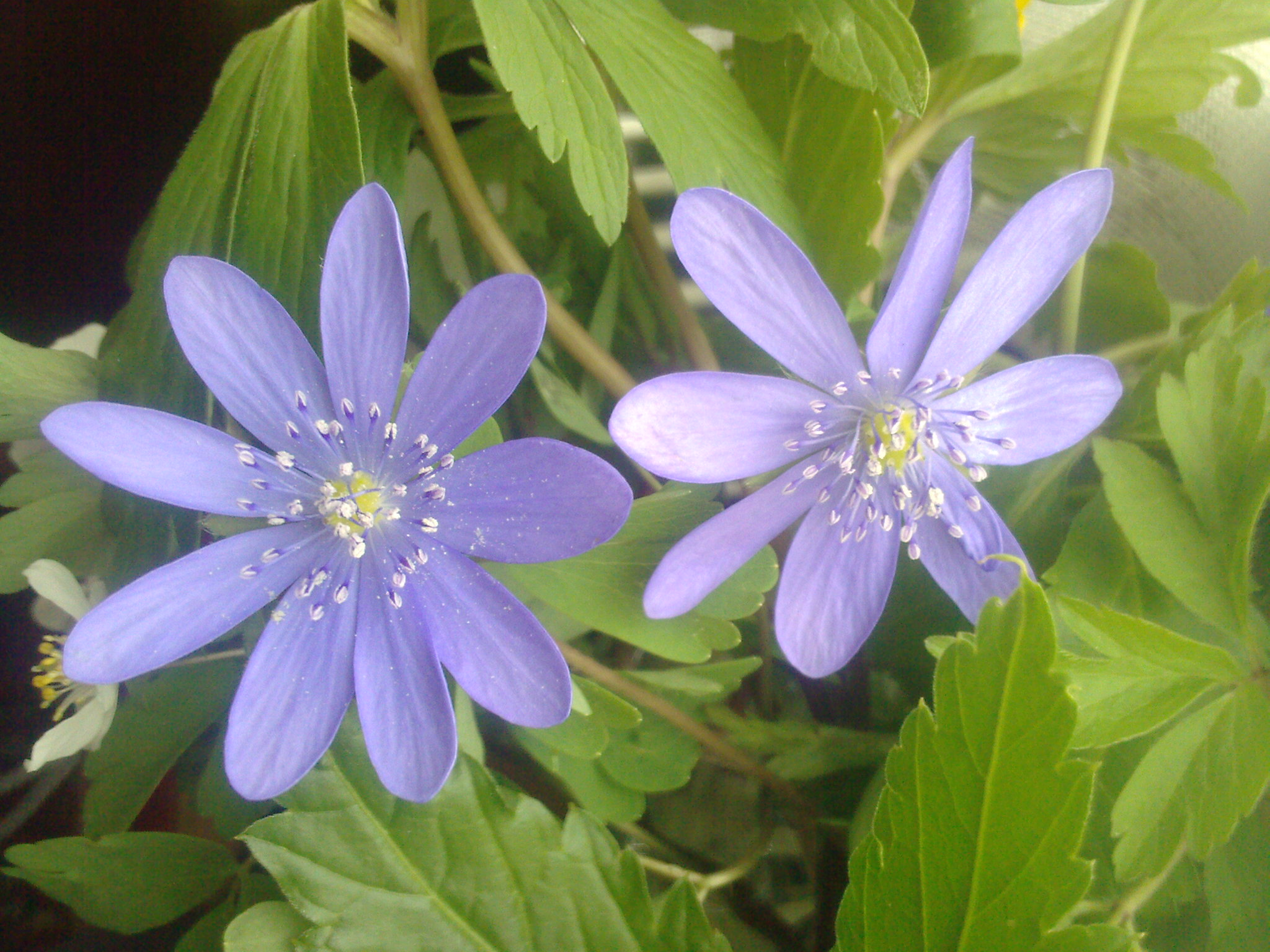
Crucea voinicului (Hepatica transsilvanica)

Vegetația forestieră este constituită din arbori și arbusti cu specii de de: molid (Picea abies), fag (Fagus sylvatica), gorun (Quercus petraea), stejar (Quercus robur), carpen (Carpinus betulus), paltin de munte (Acer pseudoplatanus), tei (Tilia cordata), frasin (Fraxinus excelsior), jugastru (Acer campestre), mesteacăn (Betula pendula), castan sălbatic (Aesculus hippocastanum), ulm (Ulmus glabra), arțar (Acer platanoides), cireș (Prunus avium), plop tremurător (Populus tremula), arin de munte (Alnus viridis), arin negru (Alnus glutinosa), salcie albă (Salix alba), salcie căprească (Salix caprea), păducel (Crataegus monogyna), soc negru (Sambucus nigra), corn (Cornus mas), alun (Corylus avellana), mur (Rubus fruticosus), zmeur (Rubus idaeus), măceș (Rosa canina), afin (Vaccinum myrtillus L.).
În arealul rezervației vegetează mai multe rarități floristice; dintre care unele protejate la nivel european prin Directiva CE 92/43/CE (anexa I-a) din 21 mai 1992 (privind conservarea habitatelor naturale și a speciilor de faună și floră sălbatică); din speciile: clopoțel de munte (Campanula alpina), angelica (Angelica archangelica), crucea voinicului (Hepatica transsilvanica), ghințură galbenă (Gentiana lutea), bulbuc de munte (Trolius europaeus), gălbenuș (Crepis jacquinii), drețe (Lysimachia nemorum), gălbinele (Lysimachia punctata), limba cucului (Botrichium lunaria), iarbă-grasă (Sedum sexangulare), lopățea (Lunaria rediviva), saxifragă (Saxifraga carpatica),  plămânărică (Pulmonaria officinalis), luceafăr (Scorzonera rosea), brândușă de toamnă (Colchicum autumnale), păștiță (Anemone nemerosa), frag (Fragaria vesca), margaretă (Leucanthemum vulgare), ovăscior argintiu (Trisetum flavescens), crețișoară (Alchemilla vulgaris), ghiocel (Galanthus nivalis), lușcă (Leucojum vernum), ciuboțica cucului (Primula vernis), coada șoricelului (Achillea millefolium), țintaură (Centaurium umbellatum), leurdă (Allium ursinum), coada-calului (Equisetum arvense).

## Căii de acces
- Drumul național DN1C pe ruta Cluj Napoca - Dej - Cășeiu. Din Cășeiu se intră în DN18B pe ruta Băsești - Rohia - Târgu Lăpuș, de unde se continuă traseul în dreapta, pe drumul județean (DJ109F) în direcția Rogoz - Suciu de Jos - Suciu de Sus - Groșii Țibleșului.

## Atracții turistice
În vecinătatea rezervației naturale se află mai multe obiective de interes turistic (lăcașuri de cult, monumente istorice, arii protejate, zone naturale), astfel:

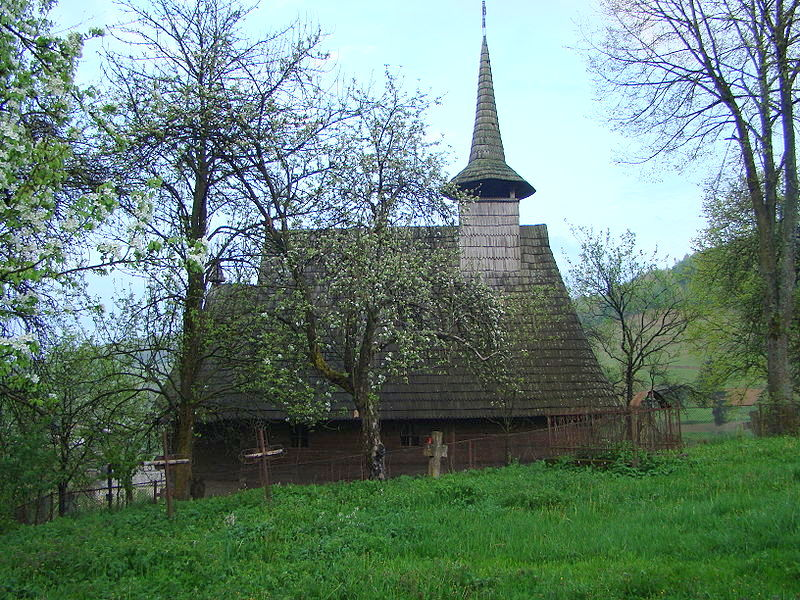
Biserica de lemn „Sfântul Dumitru” din Larga

- Biserica de lemn din Larga cu hramul „Sfântul Dumitru”, construcție  anul 1771, monument istoric
- Mănăstirea de călugări din orașul Dragomirești
- Muzeul țărăncii române din orașul Dragomirești
- Rezervația naturală Peștera din Dealul Solovan
- Zona turistică „Valea Izei”